# Hustle (telefilme)
Hustle (bra: Hustle - A Decadência de Pete Rose) é um telefilme sobre o jogador de beisebol Pete Rose, criado pela ESPN Films. Foi transmitido pela primeira vez em 25 de setembro de 2004. O filme segue Rose enquanto ele jogava na Major League Baseball enquanto gerenciava o Cincinnati Reds, foi pego e banido do beisebol por toda a vida. O título é uma referência ao problema de jogo de Rose e seu apelido, “Charlie Hustle”.
O filme é estrelado por Tom Sizemore como Pete Rose e foi dirigido por Peter Bogdanovich.

## Produção
O roteiro foi amplamente baseado no Dowd Report sem o envolvimento de Rose.
A Major League Baseball não aprovou o roteiro ou cooperou com os produtores. A ESPN não recebeu permissão para usar os uniformes, logotipos ou marcas registradas do Cincinnati Reds.
O trabalho de direção foi dado a Peter Bogdanovich, embora ele não fosse fã de beisebol. Ele estava interessado em que Pete Rose “é dostoievskiano, um jogador degenerado. É intrigante quando alguém tem uma obsessão com a qual não consegue lidar. Com todas as grandes coisas que ele realizou, estragou sua vida. É triste e fascinante.” Bogdanovich achou que a história era “muito americana... Nós construímos as pessoas a tal ponto neste país, eles pensam que estão fora da lei. Nós honramos a celebridade a uma falha... Então, somos tão rápidos em derrubá-los.”
“O nome de Peter é sinônimo de excelência na direção cinematográfica”, disse Ron Semaio, da ESPN Original Entertainment. “Sua abordagem visionária e criativa é bem documentada e extremamente bem-sucedida.”
Bogdanovich disse que Rose “criou uma atmosfera em torno de si que estava fora da sociedade, fora da lei... [Ele] estava operando em outro nível. Havia uma vida secreta ali. As pessoas viviam com mentiras. Ele viajou com uma empresa não muito distinta.”
O papel principal foi interpretado por Tom Sizemore, que Bogdanovich disse que seria “incrivelmente ótimo... Este é o momento certo em sua vida para se transformar em um grande desempenho. Este papel requer nuances. Não é um tipo de pessoa em preto e branco. Há muitas cores.”
Sizemore estava sob fiança enquanto fazia o filme. Bogdanovich diz que a ESPN deu a ele alguns dias de ensaio com Sizemore para “fazê-lo sentir-se querido e bem... Ele ficou um pouco traumatizado com o que estava acontecendo com ele. Ele é um cara sensível.”
As filmagens começaram em Toronto em 17 de maio de 2004. Foi filmado ao longo de três semanas. “Estou satisfeito com isso”, disse Bogdanovich. “Acredito que o filme seja bem escrito e bem pesquisado.”